# 화이베이시
화이베이(한국어: 회북, 중국어: 淮北, 병음: Huáiběi)는 중화인민공화국 안후이성 북부에 있는 지급시이다. 동쪽으로 쑤저우, 남쪽으로 벙부, 서쪽으로 보저우, 북쪽으로 허난성과 맞닿아 있다.

## 지리
안후이 성의 서쪽, 장쑤성과 허난 성, 안후이 성이 교차하는 곳에 있다. 연평균 기온은 14.5°C이고 연평균 강수량은 892.8mm이다.
화이베이는 대리석, 철, 구리, 금, 은, 니켈, 코발트, 내화 점토, 석회석 등 막대한 양의 광물자원이 매장되어있다.
| 화이베이시의 기후                                             | 화이베이시의 기후 | 화이베이시의 기후 | 화이베이시의 기후 | 화이베이시의 기후 | 화이베이시의 기후 | 화이베이시의 기후 | 화이베이시의 기후 | 화이베이시의 기후 | 화이베이시의 기후 | 화이베이시의 기후 | 화이베이시의 기후 | 화이베이시의 기후 | 화이베이시의 기후 |
| 월                                                            | 1월               | 2월               | 3월               | 4월               | 5월               | 6월               | 7월               | 8월               | 9월               | 10월              | 11월              | 12월              | 연간              |
| ------------------------------------------------------------- | ----------------- | ----------------- | ----------------- | ----------------- | ----------------- | ----------------- | ----------------- | ----------------- | ----------------- | ----------------- | ----------------- | ----------------- | ----------------- |
| 역대 최고 기온 °C (°F)                                        | 18.0 (64.4)       | 25.4 (77.7)       | 28.6 (83.5)       | 34.1 (93.4)       | 36.9 (98.4)       | 40.4 (104.7)      | 39.6 (103.3)      | 38.0 (100.4)      | 36.9 (98.4)       | 34.4 (93.9)       | 27.7 (81.9)       | 21.4 (70.5)       | 40.4 (104.7)      |
| 일평균 최고 기온 °C (°F)                                      | 6.2 (43.2)        | 9.6 (49.3)        | 15.1 (59.2)       | 21.7 (71.1)       | 27.0 (80.6)       | 31.3 (88.3)       | 32.2 (90.0)       | 31.1 (88.0)       | 27.5 (81.5)       | 22.4 (72.3)       | 15.0 (59.0)       | 8.3 (46.9)        | 20.6 (69.1)       |
| 일일 평균 기온 °C (°F)                                        | 1.6 (34.9)        | 4.6 (40.3)        | 9.8 (49.6)        | 16.2 (61.2)       | 21.6 (70.9)       | 26.0 (78.8)       | 27.9 (82.2)       | 26.9 (80.4)       | 22.6 (72.7)       | 17.0 (62.6)       | 9.8 (49.6)        | 3.6 (38.5)        | 15.6 (60.1)       |
| 일평균 최저 기온 °C (°F)                                      | −1.8 (28.8)       | 0.8 (33.4)        | 5.5 (41.9)        | 11.4 (52.5)       | 16.9 (62.4)       | 21.5 (70.7)       | 24.4 (75.9)       | 23.7 (74.7)       | 18.9 (66.0)       | 12.7 (54.9)       | 5.9 (42.6)        | 0.1 (32.2)        | 11.7 (53.0)       |
| 역대 최저 기온 °C (°F)                                        | −12.0 (10.4)      | −14.0 (6.8)       | −7.3 (18.9)       | 0.1 (32.2)        | 6.2 (43.2)        | 13.3 (55.9)       | 17.1 (62.8)       | 13.9 (57.0)       | 9.1 (48.4)        | 0.3 (32.5)        | −7.2 (19.0)       | −14.0 (6.8)       | −14.0 (6.8)       |
| 평균 강수량 mm (인치)                                         | 16.0 (0.63)       | 20.3 (0.80)       | 33.7 (1.33)       | 37.8 (1.49)       | 71.4 (2.81)       | 110.6 (4.35)      | 220.3 (8.67)      | 173.7 (6.84)      | 63.3 (2.49)       | 42.2 (1.66)       | 33.5 (1.32)       | 18.0 (0.71)       | 840.8 (33.1)      |
| 평균 강수일수 (≥ 0.1 mm)                                      | 4.2               | 5.6               | 6.0               | 6.9               | 7.2               | 7.7               | 13.0              | 11.1              | 7.9               | 5.6               | 5.7               | 4.3               | 85.2              |
| 평균 강설일수                                                 | 3.2               | 2.9               | 1.0               | 0                 | 0                 | 0                 | 0                 | 0                 | 0                 | 0                 | 0.7               | 1.8               | 9.6               |
| 평균 상대 습도 (%)                                            | 66                | 64                | 63                | 63                | 65                | 67                | 78                | 80                | 74                | 68                | 69                | 67                | 69                |
| 평균 월간 일조시간                                            | 147.2             | 150.1             | 190.9             | 217.3             | 229.1             | 215.2             | 202.4             | 194.0             | 182.1             | 183.1             | 160.4             | 156.4             | 2,228.2           |
| 가능 일조율                                                   | 47                | 48                | 51                | 55                | 53                | 50                | 46                | 47                | 50                | 53                | 52                | 51                | 50                |
| 출처: 중국기상국 (평년값: 1991년~2020년, 극값: 1981년~2010년) |                   |                   |                   |                   |                   |                   |                   |                   |                   |                   |                   |                   |                   |

## 역사
1971년에 쑤이시(濉渓)를 화이베이로 개칭하면서 지급시가 되었다.

## 경제

### 공업
화이베이에는 수많은 화학, 건설, 기계, 방직, 전력, 전자, 광물 공업 회사들이 자리잡고 있다. 도시에는 2000개가 넘는 공업사들이 위치해있고 국가가 운영하는 중대형 규모의 기업이 22개 있다.
화이베이의 연간 석탄 생산량은 20억 톤이며 중국 동부에서 1위를 차지하고 있다. 전력 산업은 급속히 발전하고 있고 현재 중국 동부에서 3위를 차지하고 있다. 화이베이 발전소의 총 설비 수용능력은 950MW이고 연간 전기 생산량은 620GW이다. 화이베이 제2발전소가 현재 건설 중이다.
화이베이의 방직 산업은 안후이에서 2위를 차지한다. 이곳은 날염, 염색, 양모와 비단의 방적, 세공 과정을 포함하는 종합적인 시스템이 구축되어있다.
화이베이의 포도주 제작 산업은 1000년이 넘는 역사를 가지고 있다. 커우지 와인의 연 생산량은 20000톤이 넘는다.
건설 산업은 급속히 발전하고 있고 연간 시멘트 생산량은 2백만 톤이 넘는다. 화학 산업은 거름, 코크스, 황산, 고무와 같은 산업용 제품에 집중하고 있다. 야금, 기계, 전자, 식품 산업은 또한 국제 수준에 근접하는 100가지가 넘는 종류의 상품을 생산하고 있다.

### 농업
화이베이의 주요 농업 기반은 수출용 곡물, 목화과 내수 시장을 위한 가축이다. 주요 작물은 밀, 옥수수, 면화, 잠두, 쌀, 감자가 있다. 가축으로는 소, 말, 돼지, 염소, 토끼, 가금류가 있다. 20만 무(130 km2)가 넘는 땅이 많은 수의 물고기, 새우, 게 등의 양식업에 사용되고 있다. 도시는 황하이와 화이하이의 국가농업종합개발지구의 일부이다.

### 외국 무역
화이베이는 중국의 10개 석탄 수출 도시 중 하나이고 안후이 성에서 가장 큰 직물 수출지이다. 도시의 거대 수출 기업은 석탄, 직물, 곡물, 기름, 비단, 금속, 화학, 약품을 포함한 100종류가 넘는 수출 상품을 책임지고 있다. 이 기업들은 미국, 일본, 오스트레일리아, 캐나다, 서유럽, 러시아, 홍콩 등 80개 이상의 국가 및 지역에 수출을 한다.

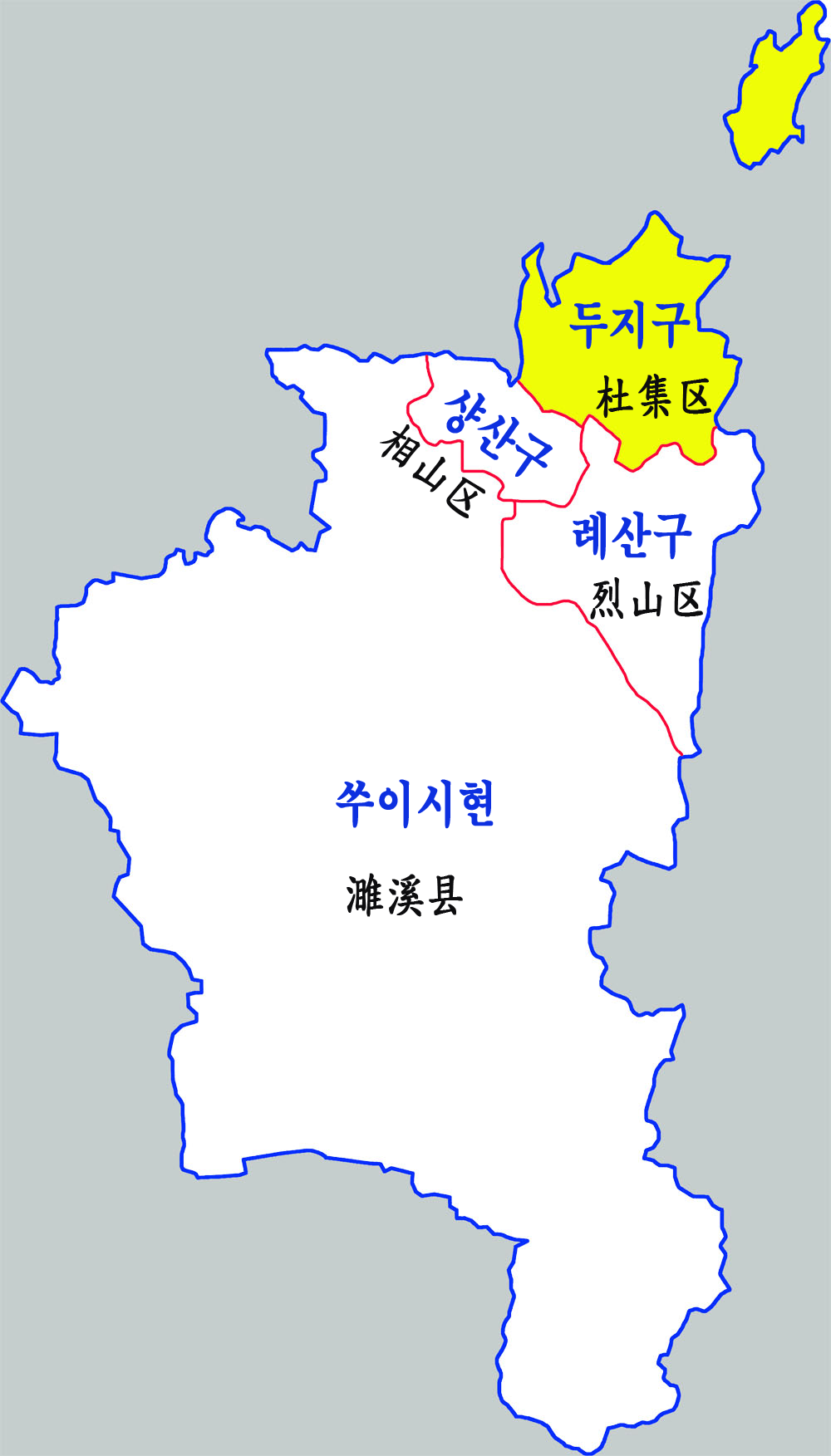
화이난시 현급행정구역도

## 행정 구역
3개의 시할구와 1개의 현을 관할한다.
시할구
- 샹산 구(相山区)
- 두지 구(杜集区)
- 례산 구(烈山区)

현
- 쑤이시 현(濉溪县)

## 교통

### 철도
- 화이베이 역 (중국철로고속 이용가능)